# Прибылов, Владимир Васильевич
Прибылов Владимир Васильевич  (28 декабря 1934 года – 5 декабря 2006 года, г. Уфа) — актёр  Башкирского республиканского русского Драматического театра. Народный артист РСФСР (1982). Народный артист Башкирской АССР (1978). Член Союза театральных деятелей (1970).

## Биография
Прибылов Владимир Васильевич родился 28 декабря 1934 года  в деревне Ляхово Белебеевского района БАССР (Ермекеевский район РБ).
В 1967 году окончил Уфимское училище искусств (педагог  Ш.М. Муртазина).
По окончании института работал в Русском драматическом театре  РБ.

## Роли в спектаклях
Нил («Мещане»), Лещ («Последние»; обе — М. Горького), Полоний («Гамлет» У. Шекспира), Сорин («Чайка» А. П. Чехова); сов. и совр. — Ленин («Шестое июля» М. Ф. Шатрова), Наум («Характеры» В. М. Шукшина), Энвер («Женщина за зелёной дверью» Р. Ибрагимбекова), Сесил («Ваша сестра и пленница…» Л. Н. Разумовской), Эрнандо («Изобретательная влюблённая» Лопе де Веги), Оргон («Тартюф» Мольера), Санчо Панса («Человек из Ламанчи» Д. Вассермана и Д. Дэриона), Соломон («Приглашаю в вечность, Ваше Величество!» по пьесе «Кин IV» Г. И. Горина).

## Награды и звания
- Орден Дружбы народов (22 августа 1986)
- Народный артист РСФСР (1982)
- Народный артист Башкирской АССР (1978)
- Заслуженный артист Башкирской АССР (1973)